# Raj Kapoor

Bei den Dreharbeiten von Around the World 1966

Raj Kapoor (Hindi राज कपूर Rāj Kapūr; * 14. Dezember 1924 in Peschawar; † 2. Juni 1988 in Neu-Delhi; bürgerlicher Name: Ranbirraj Kapoor) war ein indischer Filmschauspieler, Filmregisseur und Filmproduzent.

## Leben
Bereits als Kind hatte er 1935 seinen ersten Filmauftritt. Nach weiteren Rollen in den 1940er Jahren gründete er 1948 seine eigene Produktionsgesellschaft RK Films und produziert seinen ersten Film Aag, bei dem er auch als Regisseur debütiert. Raj Kapoor trat häufig in Komödien auf. So hatte er 1951 in Awaara, in dem er eine chaplineske "Tramp"-Figur verkörpert, durchschlagenden Erfolg. Raj Kapoors Schauspielkunst wurde sowohl von Kritikern als auch vom Publikum gleichermaßen geschätzt. Seine Filme waren kommerziell erfolgreich, da sie, wie der 1955 entstandene sozialkritisch gefärbte Film Shree 420, unterhaltsam und volksnah waren.
Kapoor war auch außerhalb Indiens in der ehemaligen UdSSR und dem mittleren Osten bekannt und beliebt; in seiner Heimat zählte er mit Dilip Kumar und Dev Anand zu den populärsten Stars des Hindi-Films von Bollywood. Er spielte in mehr als 60 Filmen. Raj Kapoor ist mehrfacher Preisträger der Filmfare Awards, sowohl als Bester Hauptdarsteller als auch für die Beste Regie beispielsweise für Sangam (1964) und Mera Naam Joker (1970). Er wurde für sein langjähriges Wirken im indischen Film 1988 mit dem Dadasaheb Phalke Award ausgezeichnet.
Raj Kapoor gehört der Schauspielerdynastie Kapoor an. Sein Vater ist der erfolgreiche Bühnen- und Filmdarsteller Prithviraj Kapoor. Seine jüngeren Brüder Shammi und Shashi Kapoor sowie zwei seiner Söhne Randhir Kapoor und Rishi Kapoor und seine Enkel Karisma, Kareena Kapoor und Ranbir Kapoor sind ebenfalls bekannte indische Schauspieler. Der dritte Sohn Rajiv Kapoor konnte hingegen nach seinem erfolgreichen Debüt im von seinem Vater produzierten Film Ram Teri Ganga Maili keine weiteren Erfolge erzielen und zog sich von der Filmkarriere zurück.

## Filmografie
- 1935: Inquilab
- 1943: Hamari Baat
- 1943: Gauri
- 1946: Valmiki
- 1947: Jail Yatra
- 1947: Dil Ki Rani
- 1947: Chittor Vijay
- 1947: Neel Kamal
- 1948: Gopinath
- 1948: Amar Prem
- 1948: Aag
- 1949: Sunehre Din
- 1949: Parivartan
- 1949: Andaz
- 1949: Barsaat
- 1950: Sargam
- 1950: Pyaar
- 1950: Jan Pahchan
- 1950: Dastaan
- 1950: Banwre Nain
- 1950: Banwra
- 1951: Awaara
- 1952: Bewafa
- 1952: Ashiana
- 1952: Anhonee
- 1952: Amber
- 1953: Paapi
- 1953: Dhoon
- 1953: Aah
- 1954: Boot Polish (Kurzauftritt)
- 1955: Shree 420
- 1956: Jagte Raho
- 1956: Chori Chori
- 1957: Sharada
- 1958: Phir Subah Hogi
- 1958: Parvarish
- 1959: Main Nashe Mein Hoon
- 1959: Kanhaiya
- 1959: Do Ustad
- 1959: Char Dil Char Raahein
- 1959: Anari
- 1960: Shriman Satyawadi
- 1960: Jis Desh Mein Ganga Behti Hai
- 1960: Chhalia
- 1961: Nazrana
- 1962: Aashiq
- 1963: Ek Dil Sau Afsane
- 1963: Dil Hi To Hai
- 1964: Sangam
- 1964: Dulha Dulhan
- 1966: Teesri Kasam
- 1967: Diwana
- 1967: Around the World
- 1968: Sapnon Ka Saudagar
- 1970: Mera Naam Joker
- 1971: Kal Aaj Aur Kal
- 1973: Mera Desh Mera Dharam
- 1975: Do Jasoos
- 1975: Dharam Karam
- 1976: Khan Dost
- 1977: Chandi Sona
- 1978: Satyam Shivam Sundaram
- 1978: Naukri
- 1980: Abdullah
- 1981: Naseeb (Gastauftritt)
- 1981: Gopichand Jasoos
- 1981: Vakil Babu
- 1984: Kim